# Akrata (banda)
Akrata es una banda española de hardcore punk de ideología libertaria, que nace de la necesidad de sus componentes de canalizar sus sentimientos de repulsa a través de la música. Sus letras tienen un fuerte contenido político y social, siempre desde una óptica anarquista.

## Historia
El proyecto se inició en Vitoria a mediados de los 90. Se grabó una maqueta, de la cual fueron distribuidas 500 copias, y se realizaron algunas actuaciones en directo. Tras esta primera etapa se producen cambios en la formación y no es hasta 1998, cuando el grupo se consolida como tal, estando: Jopy a la voz, Karlos a la guitarra, Igor al bajo y Poison a la batería.
Se componen nuevos temas y se realizan varias actuaciones en directo.
Posteriormente se graba un disco en el año 2000, que por diversas causas no puede ver la luz hasta finales del 2002 (Anarquía y libertad), editado por el sello Acracore de Valladolid.
En el 2001 se produce un cambio en la batería, por motivos ajenos al grupo, entrando Alfredo en el lugar de Poison y Alfa finalmente pasa a ser parte integrante del grupo, tras varios años de colaboraciones en la sombra.
En el 2003 se lleva a cabo la grabación de un directo en el Gaztetxe de Vitoria, compartido con el grupo Subversion X, y este directo no ve la luz hasta el 2004, es editado por Working Class Records, y sale bajo el nombre Directo a la yugular.
En diciembre de 2004 se produce otro cambio en la batería, puesto que Alfredo se ve obligado a dejar el grupo por motivos personales. En su lugar entra Saúl, que tras una larga trayectoria musical en Vitoria acaba por unirse a Akrata.
Entre febrero y marzo de 2006 se produce la grabación del último trabajo de estudio de Akrata, disco que lleva por título Os odio. Sus discos siempre tienen un precio bajo, sin superar nunca los 10 euros y rondando siempre los 5.
A mediados de junio de 2007, y después de 2 años y medio con la banda, Saúl (batería) se despide del grupo. El relevo lo cogió Emborujo, que tras un breve periodo de tiempo deja su lugar al baterista Eu. Tras estos diferentes cambios de formación, la banda logra cierta estabilidad.
Durante los primeros meses del año 2013 el grupo graba su tercer disco de estudio, que se publicó bajo el nombre de Contra la dialéctica del miedo....

## La autogestión como método
Akrata, siempre, desde su sentimiento anarquista, usan la autogestión en sus conciertos y en sus trabajos musicales.

## La forma de sus conciertos
Y también, como anarquistas, colaboran con campañas libertarias y reivindicaciones sociales y políticas. En sus conciertos, siempre muestran su espíritu anarquista. Muchas de sus actuaciones son realizadas en centros sociales okupados (C.S.O.).
Su colaboración con otros grupos musicales anarquistas está siempre presente. Y en sus conciertos casi siempre están acompañados de otros grupos musicales anarquistas. Sus conciertos son de entrada muy barata, siendo muchas veces gratis la entrada.

## Discografía
Álbumes
- Maqueta (1990)
- Anarquía y libertad (2002)
- Os odio (2006)
- Contra la dialéctica del miedo... (2013)

DVD
- Directo a la yugular con Subversion X (Gaztetxe de Gazteiz el 17 de mayo de 2003)

## Miembros
Actuales
- Karlos: guitarra
- Igor: bajo y voz
- Eu: batería

Anteriores
- Poison: batería
- Alfredo: batería
- Saúl: batería
- Emborujo: batería
- Jopy: voz